# The Coca-Cola Kid
The Coca-Cola Kid is een Australische filmkomedie uit 1985 onder regie van Dušan Makavejev.

## Verhaal
Een topvertegenwoordiger van het bedrijf Coca-Cola wordt naar een afgelegen streek in Australië gestuurd, waar helemaal geen cola wordt geconsumeerd. Hij moet er de verkoopcijfers van het merk opkrikken. Zijn plannen worden echter gedwarsboomd door een oude zonderling die zelf frisdrankjes maakt.

## Rolverdeling
| Acteur           | Personage          |
| ---------------- | ------------------ |
| Eric Roberts     | Becker             |
| Greta Scacchi    | Terri              |
| Bill Kerr        | T. George McDowell |
| Chris Haywood    | Kim                |
| Kris McQuade     | Juliana            |
| Max Gillies      | Frank Hunter       |
| Tony Barry       | Bushman            |
| Paul Chubb       | Fred               |
| David Slingsby   | Ober               |
| Tim Finn         | Philip             |
| Colleen Clifford | Mrs. Haversham     |
| Rebecca Smart    | DMZ                |
| Esben Storm      | Hotelier           |
| Steve Dodd       | Mr. Joe            |
| Ian Gilmour      | Marjorie           |